# Ahmed Rachedi (Mila)
Ahmed Rachedi (în arabă أحمد راشدي) este o comună din provincia Mila, Algeria.
Populația comunei este de 15.819 locuitori (2008).